# Малоног, Григорий Филиппович
Григорий Филиппович Малоног (1911—2003) — генерал-майор Советской армии, участник Великой Отечественной войны, Герой Советского Союза (1943).

## Биография
Родился 24 января 1911 года в селе Гуляйполе (ныне — Криничанский район Днепропетровской области Украины). Окончил вечернюю школу. Работал батраком, трактористом, чернорабочим, подручным горнового. В июле 1932 года Малоног был призван на службу в Рабоче-крестьянскую Красную армию. В 1935 году он окончил Харьковскую школу червонных старшин. С июня 1941 года — на фронтах Великой Отечественной войны. В боях был легко ранен и контужен.
К октябрю 1943 года подполковник Григорий Малоног руководил оперативным отделением штаба 69-й стрелковой дивизии 65-й армии Центрального фронта. Отличился во время битвы за Днепр. В ночь с 15 на 16 октября 1943 года Малоног переправился через Днепр в районе деревни Щитцы Лоевского района Гомельской области Белорусской ССР и принял на себя руководство передовым наблюдательным пунктом. Когда выбыл из строя командир 303-го стрелкового полка, Малоног заменил его собой и успешно руководил действиями этого полка.
Указом Президиума Верховного Совета СССР от 30 октября 1943 года за «мужество и героизм, проявленные в боях» подполковник Григорий Малоног был удостоен высокого звания Героя Советского Союза с вручением ордена Ленина и медали «Золотая Звезда».
После окончания войны Малоног продолжил службу в Советской армии. В 1946 году он ускоренным курсом окончил Военную академию Генерального штаба. в 1954 году — вновь окончил эту академию. Служил на высоких командных должностях. В 1949—1952 годах был военным советником в Албании. В октябре 1972 года в звании генерал-майора Малоног был уволен в запас. Проживал в Москве. Скончался 29 июня 2003 года, похоронен на Троекуровском кладбище Москвы.
Был также награждён двумя орденами Красного Знамени, двумя орденами Отечественной войны 1-й степени, орденами Отечественной войны 2-й степени, Трудового Красного Знамени, Красной Звезды, албанским орденом Скандербега 1-й степени, рядом советских и иностранных медалей.